# استراحة (لوحة)
استراحة (بالألمانية:  Halbzeit) هي لوحة للرسام اللوكسمبورغي ميشيل ماييروس في عام 2002. 
وكانت من أواخر لوحاته قبل موته في حادثة طائرة، وهي واحدة من مجموعة الغراندوق جان للفن الحديث (أو ما يعرف بمتحف مودام) في مدينة لوكسمبورغ.
وهي لوحة بالإكريليك على الخيش، مقاسها 220 سم طولاً و200 سم عرضاً.